# Ryan Star

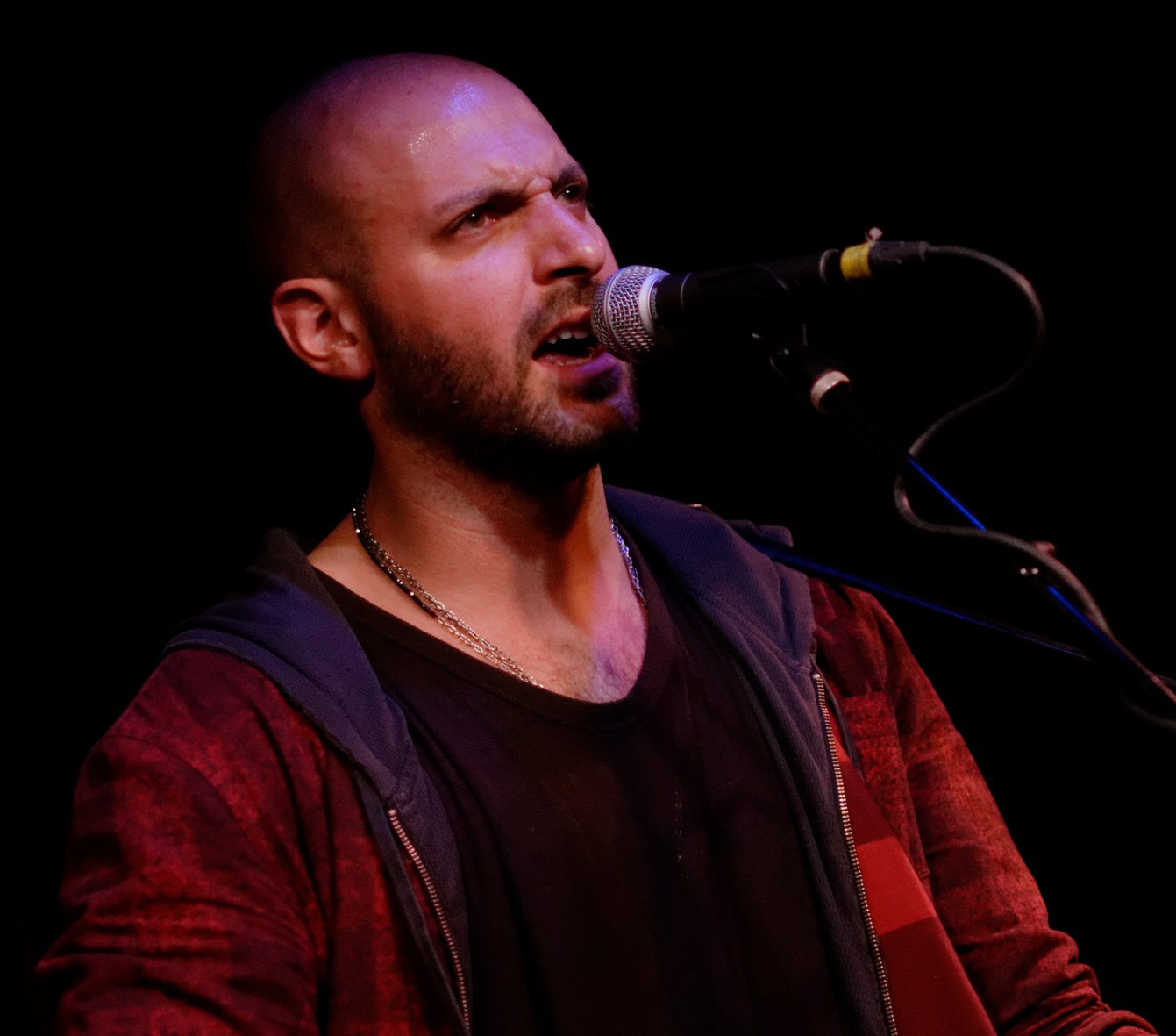
Ryan Star (2013)

Ryan Star (* 7. Januar 1978 in Huntington, New York) ist ein US-amerikanischer Musiker.

## Leben und Wirken
Star gründete als 14-Jähriger die Band Stage, mit der er in New Yorker Clubs auftrat. Die Band veröffentlichte im Jahr 2003 bei Maverick Records ihr Debütalbum Stage und tourte daraufhin durch die USA und spielte als Vorgruppe bei einigen Konzerten.
Kurz darauf entschied sich Star eine Solokarriere zu beginnen. Im Jahr 2006 veröffentlichte der Musiker sein erstes Soloalbum mit dem Titel Songs from the Eye of an Elephant bei Koch Records. Im selben Jahr nahm Star an der Reality Show Rock Star: Supernova teil und belegte dort als Finalist den sechsten Platz.
Am 18. Januar 2008 kam der Soundtrack zum Film P.S. Ich liebe Dich auf dem Markt, der den Song Last Train Home enthielt. Brand New Day, der Titelsong der US-amerikanischen Serie Lie to Me, stammt ebenfalls von ihm.

## Diskografie
Alben
- Songs from the Eye of an Elephant (2006)
- Dark Horse (2006)
- 11:59 (2010)
- Angels + Animals (2014)

Lieder
- This Could Be the Year (2008)
- Last Train Home (2009)
- Brand New Day (2009)
- Losing Your Memory (2010)
- Start A Fire (2010)